# Herve Kabasele
Herve Kabasele Kasonga (nacido el 24 de octubre de 1996 en Mbuji-Mayi, República Democrática del Congo) es un jugador de baloncesto congoleño. Se desempeña en la posición de pívot y actualmente juega en el Club Melilla Baloncesto de la Segunda FEB española.

## Trayectoria
Tras su paso formativo por New Generation de Kinshasa (2012-2015), vivió su primera experiencia fuera de su país al jugar la liga tunecina con Etoile Sportive Goulettoise. De ahí volvió a New Generation (2016-2017) donde obtuvo el premio a mejor defensor de la liga local. Kabasele es un jugador físico  capaz de terminar muchos de sus ataques y con un buen lanzamiento de media distancia, y tiene una proyección importante dada la evolución en su juego.
En octubre de 2017 firma por el Club Baloncesto Breogán de LEB Oro, tras promediar en el Afrobasket 2017 la cifra de 14.8 puntos y 6.5 rebotes en 4 partidos con su selección en la fase final del torneo continental con la República Democrática del Congo.
Durante la temporada 2019-20 juega cedido en el Real Canoe Natación Club Baloncesto Masculino de la Liga LEB Oro llegando hasta los 11,9 créditos de valoración de media. Esos números los lograría gracias a sus promedios de 8,1 puntos, 6,6 rebotes, de los cuales 2,87 fueron en ataque, siendo esta la segunda mejor marca de la temporada en la LEB Oro; y 1,6 tapones, lo que le colocarían como tercer mejor taponador de la liga. En enero de 2020 es fichado en la G-League por los Eire BayHawks, con sede en Pensilvania, donde entrena y disputa partidos hasta la suspensión de la liga a causa de la pandemia del COVID-19.
En agosto de 2020, llega cedido al Oviedo Club Baloncesto de la Liga LEB Oro española, por el Club Baloncesto Breogán para disputar la temporada 2020-21.
El 14 de julio de 2022, firma por el Real Valladolid Baloncesto de la Liga LEB Oro.
En la temporada 2024-25, firma por el Grupo Alega Cantabria en Primera FEB, en el que promedia 12 minutos entre Liga y la Copa España, disputando un total de 12 partidos con el conjunto cántabro.
El 15 de enero de 2025, firma por el Club Melilla Baloncesto de la Segunda FEB española.